# Кирил Зъмбов
Кирил Фердов Зъмбов (на македонска литературна норма: Кирил Фердов З'мбов, на сръбски: Kiril F. Zmbov) е учен, ядрен физик от Република Македония, академик на Македонската академия на науките и изкуствата.

## Биография
Роден е на 31 януари 1931 година в Кочани, тогава в Кралство Югославия. Защитава докторат в 1963 година в Природно-математичкия факултет на Белградския университет. В 1965 - 1967 година специализира в Университета „Райс“ в Хюстън, САЩ. Работи като гост изследовател в Центъра за ядрени изследвания в Юлих, Германия, от 1973 до 1975 година и в Японския институт за изследване на ядрената енергия в 1990 година.
Научен съветник е в Института за ядрени науки във Винча.
Член е на МАНИ извън работния състав от 1988 година.
След пенсионирането си живее в Белград. Умира в 2009 година в Гърция.
Името му носи улица в Кочани.